# Thomas Harper
Thomas Harper, född 1788 i Worcester, död 1853 i London, var en engelsk trumpetvirtuos.

## Biografi
Thomas Harper föddes 1788 i Worcester. Han var verksam som trumpetvirtuos. Harper avled 1853 i London. Hans söner var även de verksamma som musiker: Edmund Harper som tonsättare och pianist, Charles Harper som hornist och Thomas Harper som trumpetvirtuos.